# Sowjetische Nationalmannschaft bei der Internationalen Sechstagefahrt
Die sowjetischen Nationalmannschaften bei der Internationalen Sechstagefahrt waren eine Auswahl von Fahrern für die Nationenwertungen dieses Wettbewerbes.
Entsprechend den Regelungen für die Sechstagefahrt wurden Nationalmannschaften für die Wertung um die Trophy (später: World Trophy) und Silbervase (ab 1985: Junior World Trophy) zugelassen. Der Umfang der Mannschaften und die Regularien für die Teilnahme änderten sich mehrmals im Laufe der Zeit.
Erstmals nahmen 1956 Nationalmannschaften im bundesdeutschen Garmisch-Partenkirchen an der Sechstagefahrt teil. Bis einschließlich 1974 nahmen bis auf drei Austragungen sowjetische Nationalmannschaften teil. Beste Platzierung im Wettbewerb um die World Trophy sind zwei dritte Plätze in den Jahren 1962 und 1964, bei der Silbervase der vierte Platz 1957. Nach 1974 bis zur Auflösung der Sowjetunion nahm lediglich 1990 bei den Six Days in Schweden nochmals eine World-Trophy-Mannschaft teil.
Die Liste erhebt keinen Anspruch auf Vollständigkeit.
| Jahr                    | World Trophy | Silbervase |
| ----------------------- | --- | --- |
| 1956                    | 7. Viktor Kulakow (M-72 746) Lonid Bratkowskij (M-72 750) Georgij Christiforow (M-72 750) Nikolaj Sevast'ânov (IZH 348) Andrei Deschinow (IZH 348) Eugenij Kosmatow (M-72 750) | 14. (A-Mannschaft) Victor Pylaew (M-72 746) Rajnis Reschetniks (IZH 348) Georij Pleschakow (IZH 348) Nikolai Nowochazkij (IZH 350)   |
| 1956                    | 7. Viktor Kulakow (M-72 746) Lonid Bratkowskij (M-72 750) Georgij Christiforow (M-72 750) Nikolaj Sevast'ânov (IZH 348) Andrei Deschinow (IZH 348) Eugenij Kosmatow (M-72 750) | 10. (B-Mannschaft) Valentin Chripkow (Jawa 248) Edvin Kirsis (Jawa 248) Anatolij Egorov (Jawa 248) Viktor Adajan (ČZ 150)            |
| 1957                    | 4. A. Vasin (K-55 SIM 125) A. Sirotkin (K-55 SIM 125) Edvin Kirsis (IZH-250 M) Valentin Chripkow (IZH-250 M) Victor Pylaew (IZH-57 M 350) Andrei Deschinow (IZH-57 M 350)      | 4. (A-Mannschaft) Anatolij Egorov (Jawa 250) F. Sachmatov (Jawa 175) Georij Pleschakow (Jawa 250) Viktor Adajan (Jawa 250)           |
| 1957                    | 4. A. Vasin (K-55 SIM 125) A. Sirotkin (K-55 SIM 125) Edvin Kirsis (IZH-250 M) Valentin Chripkow (IZH-250 M) Victor Pylaew (IZH-57 M 350) Andrei Deschinow (IZH-57 M 350)      | 13. (B-Mannschaft) S. Kudinow (Jawa 175) A. Karpov (Jawa 175) Sergej Starych (Jawa 250) Evgenij Subbotin (Jawa 250)                  |
| 1958                    | keine Teilnahme | keine Teilnahme |
| 1959                    | 4. Nikolaj Sevast'ânov (IZH 250) Edvin Kirsis (IZH 250) Viktor Adajan (K 175) Igor Grigorjev (K 175) Rajnis Reschetniks (IZH 350) Jurij Dudorin (IZH 350)                      | 11. (A-Mannschaft) Arkadij Belkin (IZH 250) Evgenij Subbotin (IZH 250) Nikolaij Sokolov (IZH 350) Boris Ivanov (IZH 350)             |
| 1959                    | 4. Nikolaj Sevast'ânov (IZH 250) Edvin Kirsis (IZH 250) Viktor Adajan (K 175) Igor Grigorjev (K 175) Rajnis Reschetniks (IZH 350) Jurij Dudorin (IZH 350)                      | 16. (B-Mannschaft) Anatolij Egorov (Jawa 250) Alexander Karnejew (Jawa 250) Sergej Starych (Jawa 250) Edmund Kruse (IZH 350)         |
| 1960                    | 6. Viktor Adajan (K 175) Igor Grigorjev (K 175) Lev Voronovitsch (IZH 250) Eugen Subbotin (IZH 250) Rajnis Reschetniks (IZH 350) Jurij Dudorin (IZH 350)                       | 9. (A-Mannschaft) Alexander Kornev (IZH 250) Nikolaij Sokolov (IZH 350) Boris Ivanov (IZH 350) Victor Pylaew (IZH 350)               |
| 1960                    | 6. Viktor Adajan (K 175) Igor Grigorjev (K 175) Lev Voronovitsch (IZH 250) Eugen Subbotin (IZH 250) Rajnis Reschetniks (IZH 350) Jurij Dudorin (IZH 350)                       | 8. (B-Mannschaft) Wladimir Sjomin (K 175) Sergej Starych (IZH 250) Anatolij Egorov (IZH 250) Edmund Kruse (IZH 350)                  |
| 1961                    | 6. Viktor Adajan (K 175) Wladimir Sjomin (K 175) Edvin Kirsis (IZH 246) Rajnis Reschetniks (IZH 346) Jurij Dudorin (IZH 346) Nikolaij Sokolov (IZH 352)                        | 12. (A-Mannschaft) Victor Pylaew (IZH 346) Sergej Starych (IZH 246) Anatolij Egorov (IZH 246) Edmund Kruse (IZH 346)                 |
| 1961                    | 6. Viktor Adajan (K 175) Wladimir Sjomin (K 175) Edvin Kirsis (IZH 246) Rajnis Reschetniks (IZH 346) Jurij Dudorin (IZH 346) Nikolaij Sokolov (IZH 352)                        | 7. (B-Mannschaft) A. Sirotkin (K 175) Eugen Subbotin (IZH 246) Sigurt Kalkis (IZH 346) V. Tatarinov (IZH 346)                        |
| 1962                    | 3. Boris Malatschikov (IZH 350) Swiatoslaw Jastrebov (IZH 350) Edvin Kirsis (IZH 250) Rajnis Reschetniks (IZH 250) Wladimir Semin (K 175) Anatolij Rudenko (K 175)             | 7. |
| 1963                    | 4. Edvin Kirsis (IZH 250) Rajnis Reschetniks (IZH 250) Anatolij Rudenko (K 175) Wladimir Semin (K 175) Swiatoslaw Jastrebov (IZH 350) Andreij Dezinov (IZH 350)                | 10. (A-Mannschaft) Anatolij Egorov (IZH 250) Viktor Adajan (K 175) Genadij Krjucenko (K 175) Boris Malcikov (IZH 350)                |
| 1963                    | 4. Edvin Kirsis (IZH 250) Rajnis Reschetniks (IZH 250) Anatolij Rudenko (K 175) Wladimir Semin (K 175) Swiatoslaw Jastrebov (IZH 350) Andreij Dezinov (IZH 350)                | 13. (B-Mannschaft) Tojvo Sepp (K 175) Nikolaij Kulev (K 175) Georgij Cascipov (IZH 350) Wladimir Fedosov (IZH 350)                   |
| 1964                    | 3. Anatolij Egorov (IZH 250) W. Sömin (IZH 250) Swiatoslaw Jastrebov (IZH 350) W. Darwin (IZH 350) Edvin Kirsis (IZH 500) Rajnis Reschetniks (IZH 500)                         | 7. (A-Mannschaft) K. Oschinj (IZH 250) B. Dreßwjannikov (IZH 250) Lew Woronowitsch (IZH 250) Georgij Tschaschtschipov (IZH 350)      |
| 1964                    | 3. Anatolij Egorov (IZH 250) W. Sömin (IZH 250) Swiatoslaw Jastrebov (IZH 350) W. Darwin (IZH 350) Edvin Kirsis (IZH 500) Rajnis Reschetniks (IZH 500)                         | 13. (B-Mannschaft) W. Boyko (Jawa 250) Tojvo Sepp (Jawa 250) Sergej Starych (Jawa 350) Victor Pylaew (Jawa 350)                      |
| 1965                    | 7. Anatolij Rudenko (IZH 248) Wladimir Semin (IZH 248) Swiatoslaw Jastrebov (IZH 348) Anatolij Egorov (IZH 348) Lew Woronowitsch (IZH 352) Georgij Tschaschtschipov (IZH 352)  | 10. (A-Mannschaft) |
| 1965                    | 7. Anatolij Rudenko (IZH 248) Wladimir Semin (IZH 248) Swiatoslaw Jastrebov (IZH 348) Anatolij Egorov (IZH 348) Lew Woronowitsch (IZH 352) Georgij Tschaschtschipov (IZH 352)  | 13. (B-Mannschaft) |
| 1966                    | 6. Victor Pylaew (IZH 250) Lew Woronowitsch (IZH 250) Georgij Tschaschtschipov (IZH 500) Rajnis Reschetniks (IZH 500) B. Dresvyannikov (IHZ 350) Edvin Kirsis (IZH 350)        | 6. (A-Mannschaft) Wladimir Semin (IZH 250) Tojvo Sepp (IZH 250) G. Kryutchenko (IZH 350) G. Zhdanov (IZH 350)                        |
| 1966                    | 6. Victor Pylaew (IZH 250) Lew Woronowitsch (IZH 250) Georgij Tschaschtschipov (IZH 500) Rajnis Reschetniks (IZH 500) B. Dresvyannikov (IHZ 350) Edvin Kirsis (IZH 350)        | 16. (B-Mannschaft) V. Tyurin (K 250) V. Gorulko (K 250) E. Petushkov (K 175) B. Dinaburg (K 175)                                     |
| 1967                    | 4. V. Gorulko (K 250) Victor Pylaew (IZH 350) Lew Woronowitsch (IZH 500) Georgij Tschaschtschipov (IZH 350) Rajnis Reschetniks (IZH 500) B. Dinaburg (K 175)                   | 9. (A-Mannschaft) S. Czircew (IZH 500) Anatolij Kotzyrtschikow (IZH 350) W. Darwin (IZH 350) W. Falalajew (IZH 500)                  |
| 1967                    | 4. V. Gorulko (K 250) Victor Pylaew (IZH 350) Lew Woronowitsch (IZH 500) Georgij Tschaschtschipov (IZH 350) Rajnis Reschetniks (IZH 500) B. Dinaburg (K 175)                   | 6. (B-Mannschaft) Swiatoslaw Jastrebov (Jawa 250) A. Dierzinow (Jawa 250) B. Iwanow (Jawa 350) Wiktor Adojan (Jawa 175)              |
| 1968                    | keine Teilnahme | keine Teilnahme |
| 1969                    | 6. Lew Woronowitsch (IZH 250) Anatolij Kotzyrtschikow (IZH 250) Sergeij Tschirzew (IZH 350) Victor Pylaew (IZH 350) Rajnis Reschetniks (IZH 500) Andreij Dezhinow (IZH 500)    | 18. (A-Mannschaft) Wiktor Adojan (IZH 250) Sigurt Kalkis (IZH 350) Swiatoslaw Jastrebov (IZH 350) Georgij Tschaschtschipov (IZH 500) |
| 1969                    | 6. Lew Woronowitsch (IZH 250) Anatolij Kotzyrtschikow (IZH 250) Sergeij Tschirzew (IZH 350) Victor Pylaew (IZH 350) Rajnis Reschetniks (IZH 500) Andreij Dezhinow (IZH 500)    | 17. (B-Mannschaft) Jurij Warabin (K 175) Wiktor Wolkow (K 175) Grigorij Schulik (K 250) Ewgenij Koroljow (K 250)                     |
| {\displaystyle \vdots } | keine Teilnahme | keine Teilnahme |
| 1972                    | 4. Ewgenij Koroljow (Jawa 250) A. Bjerzynis (Jawa 250) Victor Pylaew (Jawa 350) E. Ramonas (Jawa 350) Grigorij Schulik (Jawa 500) A. Kljavinys (Jawa 500)                      | 7. N. Kobelew (Jawa 250) V. Tyurin (Jawa 250) C. Giojev (Jawa 350) Rejman (Jawa 350)                                                 |
| 1973                    | keine Teilnahme | keine Teilnahme |
| 1974                    | 10. Andrey Ozols (Jawa 250) Brounis Vilis-Gunars (Jawa 250) Ramonas Edvardas (Jawa 350) Guioev Tsara (Jawa 350) Shoulik Grigori (Jawa 500) Arvid Klyavinch (Jawa 500)          | keine Teilnahme |
| {\displaystyle \vdots } | keine Teilnahme | keine Teilnahme |
| 1990                    | 16. Andrei Matvienko (SM 125) Serguei Povarov (SM 250) Oleg Berdnikov (SM 250) Alexander Nikitine (SM 500) Leonard Blachkevitch (SM 500) Raivo Viltcinsh (SM +500 4T)          | keine Teilnahme |
| 1991                    | keine Teilnahme | keine Teilnahme |